# Đại Hưng, Đại Lộc
Đại Hưng là một xã thuộc huyện Đại Lộc, tỉnh Quảng Nam, Việt Nam.
Xã Đại Hưng có diện tích 88,69 km², dân số năm 2019 là 6.912 người, mật độ dân số đạt 78 người/km².